# 亚洲公路14号线

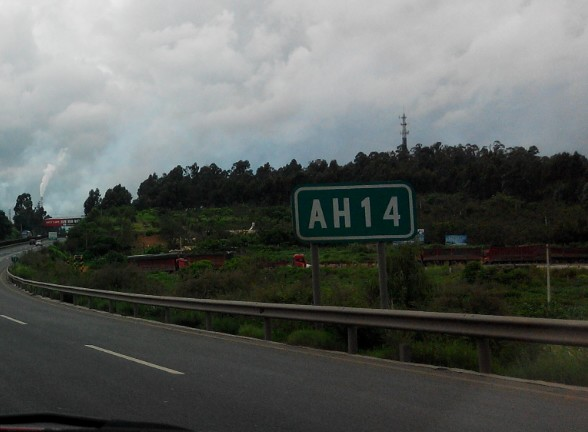
昆明附近杭瑞高速公路上的AH14路牌

亚洲公路14号线（英語：Asian Highway 14），编号为，是亚洲公路网系统位于东南亚和中国云南的一条公路，长约2004千米。从越南海防出发，经过河内（连接）、昆明（连接）等城市最终抵达缅甸曼德勒（连接和）。

## 线路

### 越南
- 河内—海防高速公路：海防－河内
- 河内—老街高速公路：河内－老街

### 中国
- 开河高速：河口－开远
- 广昆高速：开远－昆明
- 杭瑞高速：昆明－楚雄－大理－保山－镇安－芒市－瑞丽

### 缅甸
- 3号国道：木姐－腊戍－曼德勒

## 资料来源
- 亚洲公路网政府间协定（页面存档备份，存于）